# Запади
Запади (пол. Zapady) — село в Польщі, у гміні Ґодзянув Скерневицького повіту Лодзинського воєводства.
Населення — 298 осіб (2011).
У 1975-1998 роках село належало до Скерневицького воєводства.

## Демографія
Демографічна структура станом на 31 березня 2011 року:
|          | Загалом | Допрацездатний вік | Працездатний вік | Постпрацездатний вік |
| -------- | ------- | ------------------ | ---------------- | -------------------- |
| Чоловіки | 151     | 33                 | 98               | 20                   |
| Жінки    | 147     | 32                 | 78               | 37                   |
| Разом    | 298     | 65                 | 176              | 57                   |